# IA-100

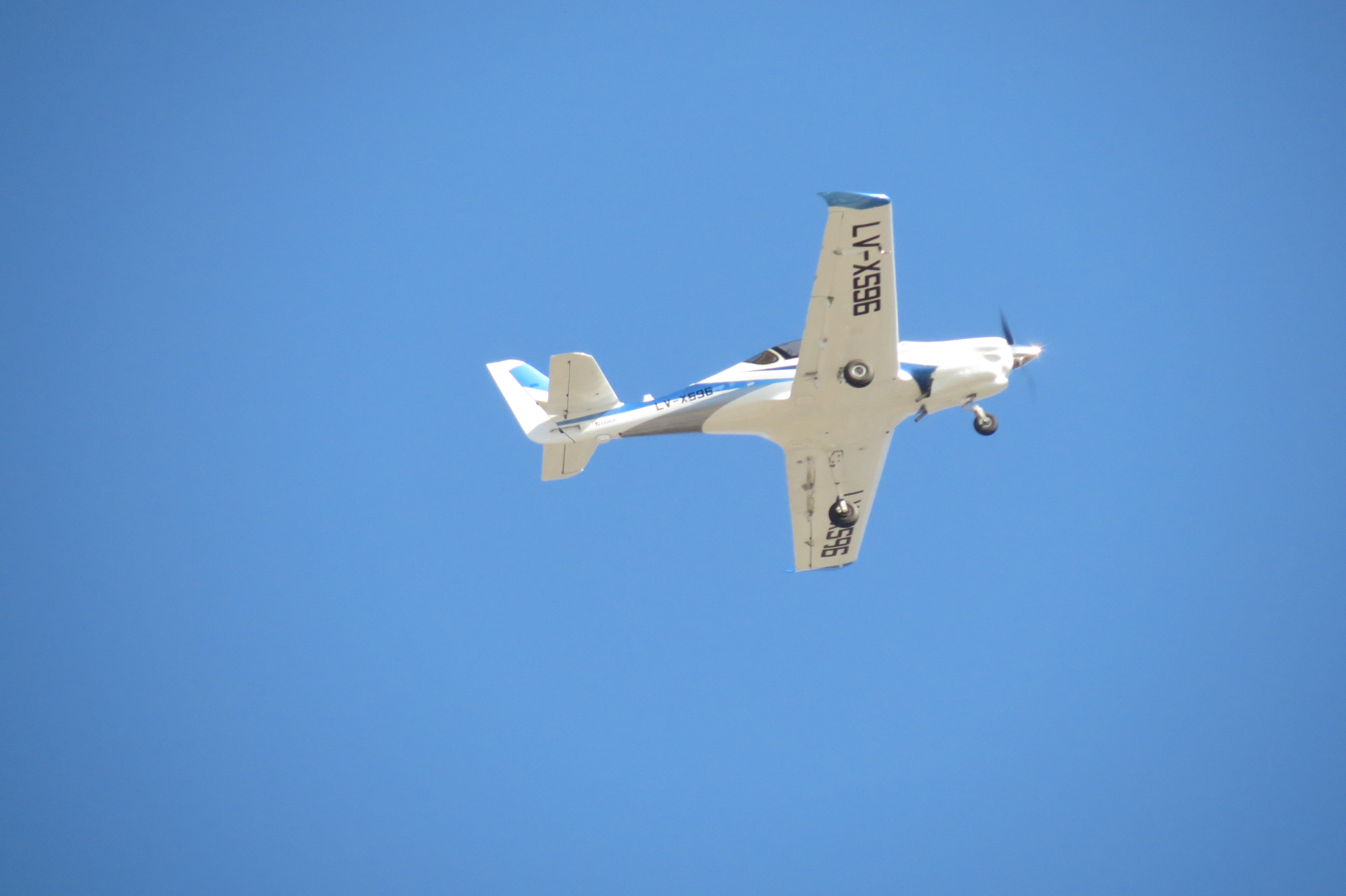
IA-100A durante su primer vuelo en 2016.

El FAdeA IA-100 es un proyecto de avión de entrenamiento acrobático desarrollado en Argentina por la Fábrica Argentina de Aviones (FAdeA) en la provincia de Córdoba. Esta aeronave se orienta al segmento de aviones de entrenamiento civil y militar y se caracteriza por estar fabricado íntegramente en materiales compuestos (composites). En 2015 se presentó al público un demostrador tecnológico, el 8 de agosto de 2016 hizo su primer vuelo, de 58 minutos, pero el proyecto fue retomado recién en 2020. Será adquirido por la Fuerza Aérea Argentina con diez (10) ejemplares encargados en 2022 planeando llegar a los veinticinco (25) ejemplares.
La FAA ha emitido una solicitud para efectuar diversos cambios a partir del prototipo experimental civil para adaptarse a requerimientos operativos militares bastante más exigentes mediante la certificación a la norma FAR23, capacidad para vuelo acrobático, aviónica IFR con full glass cockpit y tren de aterrizaje retráctil, variante que de evolucionar se denominaría IA-74.

## Diseño y desarrollo
El IA-100 fue un diseño propio de FAdeA, desarrollado en sus instalaciones, con el aporte de algunos componentes desarrollados en pymes nacionales de las provincias de Mendoza, Santa Fe, Buenos Aires y Córdoba. 
El proyecto constaba de cuatro fases:
Fase 1consta de un demostrador tecnológico de última generación; monomotor y ligero, de configuración lado a lado (side by side), ala baja y tren de aterrizaje fijo. Cuenta con capacidad de vuelo por instrumentos IFR.
Fase 2se trata de un avión utilitario y con aviónica simplificada, con certificación FAR23 y tren de aterrizaje fijo.
Fase 3desarrollado a partir de la fase dos. Concluiría con un avión de uso militar, con certificación FAR23, capacidades acrobáticas y un tren de aterrizaje retráctil. Su designación sería IA-74.
Fase 4sería la última fase. Se fabricaría un avión de enlace para uso tanto civil como militar, utilitario de cuatro plazas, con certificación FAR23, con un motor más potente, con opción de alternar la aviónica o la configuración del tren de aterrizaje.
El proyecto se canceló y luego se retomó para crear el IA-100B.

## Componentes del IA-100B

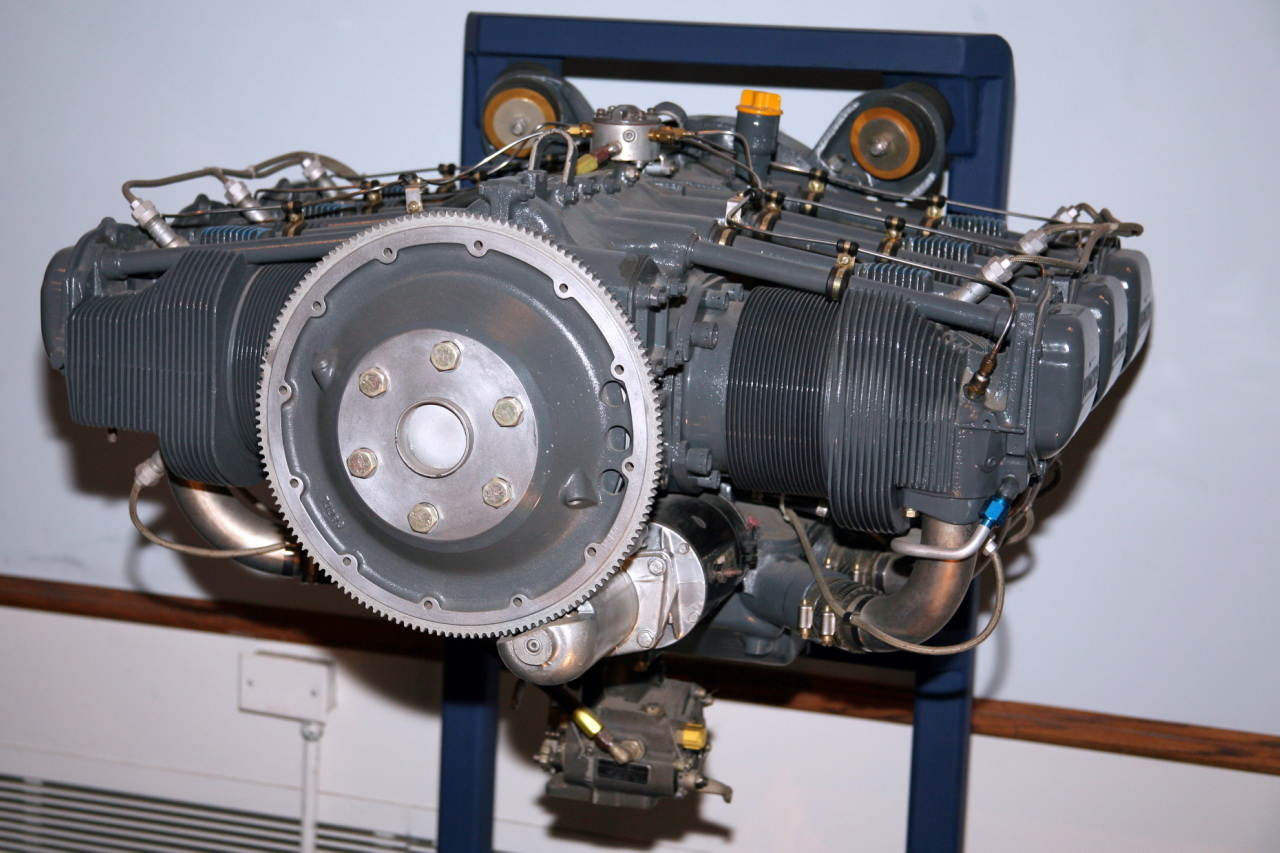
Lycoming AEIO-540-D4A5

Estados Unidos

### Propulsión
| Sistema | País                      | Fabricante       | Notas             |
| ------- | ------------------------- | ---------------- | ----------------- |
| Motor   | Bandera de Estados Unidos | Lycoming Engines | 1 × AEIO-540-D4A5 |

## Variantes
- IA-100A: Prototipo biplaza
- IA-100B: Modelo de serie triplaza con motor de 260 HP, hélice tripala, certificación FAR23, capacidades acrobáticas y un tren de aterrizaje retráctil.

## Operadores

### Futuros
Argentina
- Fuerza Aérea Argentina: diez (10) IA-100B encargados el 14 de diciembre de 2022.[3][10]

### Potenciales
Paraguay
- Fuerza Aérea Paraguaya: firmada una carta de intención con FAdeA del 18 de abril de 2023.[11]

 Uruguay
- Fuerza Aérea Uruguaya: firmada una carta de intención con FAdeA el 29 de junio de 2023.[12]

## Especificaciones (IA-100A)

### Características generales
- Tripulación: 2 Pilotos (Instructor-Estudiante) opcional 1 plaza trasera.
- Longitud: 8,4 m (27,6 ft)
- Envergadura: 9,9 m (32,5 ft)
- Altura: 2,6 m (8,5 ft)
- Superficie alar: 12,5 m² (134,6 ft²)
- Peso útil: 313 kg (689,9 lb)
- Planta motriz: 1× motor de combustión interna alternativo Lycoming AEIO-540-D4A5.
  - Potencia: 194 kW (260 HP; 264 CV)
- Hélices: tripala

### Rendimiento
- Velocidad crucero (Vc): 287 km/h (178 MPH; 155 kt)
- Velocidad de entrada en pérdida (Vs): 105,5 km/h (66 MPH; 57 kt) configuración aterrizaje.
- Alcance: 1090 km (589 nmi; 677 mi)
- Techo de vuelo: 5486 m (18 000 ft)
- Régimen de ascenso: 7,2 m/s (1413 ft/min)
- Carga alar: 96 kg/m² (19,7 lb/ft²)
- Factores de carga fuerzas G: +6/-3
- Ángulo de viraje sostenido : 55°